# Zamek w Mértoli
Zamek w Mértoli (port: Castelo de Mértola) – dobrze zachowany średniowieczny zamek w miejscowości Mértola, w dystrykcie Beja, w portugalskim regionie Alentejo. Budowla dominuje nad miejscowością, u zbiegu potoku Oeiras i lewego brzegu rzeki Gwadiana. Obecnie jest częścią regionu turystycznego Planície Dourada.
Budynek jest klasyfikowany jako Pomnik Narodowy od 1911.